# Acmonia sanguinalis
Acmonia sanguinalis är en insektsart som beskrevs av William Lucas Distant 1905. Acmonia sanguinalis ingår i släktet Acmonia och familjen lyktstritar. Inga underarter finns listade i Catalogue of Life.